# Medic Drug Grand Prix 1999
Medic Drug Grand Prix 1999 var ett race som var den nionde deltävlingen i CART World Series 1999. Racet kördes den 27 juni på Burke Lakefront Airport i Cleveland, Ohio. Juan Pablo Montoya vann tävlingen, vilket var hans fjärde seger för säsongen. Tävlingens banförhållanden var knepiga, med regniga förhållanden i början. Dario Franchitti, Montoyas dittills främste konkurrent i totalsammandraget, tvingades bryta med problem med gasreglaget på det 20:e varvet, vilket gjorde att tävlingens tvåa Gil de Ferran gick upp på andra plats i mästerskapet. 

## Slutresultat
| Plats | Förare               | Team                    | Grid | Kvaltid |
| ----- | -------------------- | ----------------------- | ---- | ------- |
| 1     | Juan Pablo Montoya   | Chip Ganassi Racing     | 1    | 58,813  |
| 2     | Gil de Ferran        | Walker Racing           | 2    | 57,017  |
| 3     | Michael Andretti     | Newman/Haas Racing      | 3    | 57,238  |
| 4     | Paul Tracy           | Team KOOL Green         | 8    | 57,575  |
| 5     | Al Unser Jr.         | Marlboro Team Penske    | 14   | 58,105  |
| 6     | Bryan Herta          | Team Rahal              | 4    | 57,414  |
| 7     | Patrick Carpentier   | Forsythe Racing         | 6    | 57,540  |
| 8     | Roberto Moreno       | PacWest Racing          | 5    | 57,548  |
| 9     | Robby Gordon         | Team Gordon             | 24   | 59,428  |
| 10    | Richie Hearn         | Della Penna Motorsports | 25   | 59,665  |
| 11    | Memo Gidley          | Walker Racing           | 21   | 58,624  |
| 12    | Christian Fittipaldi | Newman/Haas Racing      | 11   | 57,828  |
| 13    | Gualter Salles       | All American Racing     | 26   | 59,715  |
| 14    | Luiz Garcia Jr.      | Payton/Coyne Racing     | 27   | 59,958  |
| 15    | P.J. Jones           | Patrick Racing          | 16   | 58,169  |
| 16    | Max Papis            | Arciero-Wells Racing    | 22   | 58,805  |
| 17    | Scott Pruett         | Patrick Racing          | 18   | 58,312  |
| 18    | Greg Moore           | Forsythe Racing         | 7    | 57,541  |
| 19    | Adrián Fernández     | Patrick Racing          | 12   | 57,936  |
| 20    | Cristiano da Matta   | Arciero-Wells Racing    | 13   | 57,964  |
| 21    | Maurício Gugelmin    | PacWest Racing          | 9    | 57,597  |
| 22    | Tony Kanaan          | Forsythe Racing         | 19   | 58,604  |
| 23    | Jimmy Vasser         | Chip Ganassi Racing     | 15   | 58,167  |
| 24    | Tarso Marques        | Marlboro Team Penske    | 23   | 59,385  |
| 25    | Dario Franchitti     | Team KOOL Green         | 10   | 57,604  |
| 26    | Hélio Castroneves    | Hogan Racing            | 17   | 58,196  |
| 27    | Michel Jourdain Jr.  | Payton/Coyne Racing     | 20   | 58,613  |